# Lanksaare raba
Lanksaare raba är en mosse i landskapet Pärnumaa i sydvästra Estland. Den ligger strax öster om Paikuse, förstad till Pärnu i Paikuse kommun, 120 km söder om huvudstaden Tallinn.
Trakten ingår i den hemiboreala klimatzonen. Årsmedeltemperaturen i trakten är 4 °C. Den varmaste månaden är juli, då medeltemperaturen är 18 °C, och den kallaste är januari, med −11 °C.